# Ottearmede koraldyr
Ottearmede koraldyr (Octocorallia, Alcyonaria) er en underklasse af koraldyr indenfor rækken nældecelledyr. Underklassen omfatter hornkoraller, læderkoraller og blødkoraller, samt orgelkoral, blåkoraller og søpenne. Kendetegnende for underklassen er at polyperne har otte tentakler.

## Systematik
Inddelingen i ordener indenfor underklassen har varieret. Sædvanligvis anerkendes i dag tre ordener:
- Octocorallia (Alcyonaria) – Ottearmede koraldyr (bløde koraller)
  - Alcyonacea[2] ( (Søtræer, Bambuskoral, Xenia, dødningehånd...)
  - Helioporacea, blåkoral ( (Heliopora coerulea)...)
  - Pennatulacea ( Søfjer... )

De tidligere ordener Gorgonacea, Telestacea og Stolonifera henregnes under Alcyonacea.

## Galleri
- Dødningehånd
- Skelet af orgelkoral.
- Fossil fra Octocorallia.
- Polyper af Clavularia med otte tentakler.
- Nephtheidae.
- Skelet af en bambuskoral.
- Koloni af blåkorallen Heliopora coerulea.
- Søpenne af arten Ptilosarcus gurneyi.